# Niklas Kiel
Niklas Kiel (Herford, 4 settembre 1997) è un ex cestista tedesco.

## Palmarès
- FIBA Europe Cup: 1

Skyliners Francoforte: 2015-16